# Aeroportul Gustavo Rizo
Aeroportul Gustavo Rizo (IATA: BCA, ICAO: MUBA) este un aeroport din Guantánamo Province⁠(d), Cuba ce deservește zona Baracoa.
Situat la o altitudine de 7 m, aeroportul dispune de 1 pistă. Este operat de Empresa Cubana de Aeropuertos y Servicios Aeroportuarios⁠(d).

## Infrastructură

### Piste
Aeroportul dispune de o singură pistă. Pista are orientarea 16/34. 